# Merionoeda amabilis
Merionoeda amabilis är en skalbaggsart som beskrevs av Jordan 1895. Merionoeda amabilis ingår i släktet Merionoeda och familjen långhorningar. Inga underarter finns listade i Catalogue of Life.